# Odisej (krater na Tetiji)
Odisej je krater na Tetiji, Saturnovom mjesecu. Promjera je 445 km, više od 2/5 promjera Mjeseca, i jedan je od najvećih kratera u Sunčevom sustavu. Obuhvaća 18% površine Tetije. Nalazi se na zapadnom dijelu vodeće mjesečeve hemisfere - širina i dužina njegovog središta su 32,8°N odnosno 128,9°W. Ime je dobio po grčkom junaku Odiseju iz Homerove Ilijade i Odiseje.
Krater je otkrila letjelica Voyager 2 1. rujna 1981. tijekom preleta pored Saturna.

## Geologija
Krater Odisej je sada prilično ravan za svoju veličinu od otprilike 450 km ili točnije, njezin pod je u skladu s Tetidinim sfernim oblikom. To je najvjerojatnije zbog viskoznog opuštanja Tethyanske ledene kore tijekom geološkog vremena. Pod leži otprilike 3 km ispod srednjeg polumjera, dok mu je vanjski rub oko 5 km iznad srednjeg promjera - reljef od 6–9 km nije jako visok za tako veliki krater. Unutar kratera rub je sastavljen od lučnih škarpa i proteže se oko 100 km sve do dna kratera. Od Odiseja se radijalno širi nekoliko grabena, širokih 10–20 km širok i stotine kilometara dugih. To su vjerojatno pukotine u kori nastale udarom. Najistaknutiji među njima se zove Ogygia Chasma.
Krater je izvorno morao biti dubok, s visokim planinskim rubom i visokim središnjim vrhom. S vremenom se dno kratera opustilo do sfernog oblika površine Tetije, a rub i središnji vrh kratera su kolabirali (slično opuštanje vidljivo je na Jupiterovim mjesecima Kalisto i Ganimed). To ukazuje da je u vrijeme Odisejevog udara Tetida morala biti dovoljno topla i savitljiva da dopusti da se urušavanje topografije; njegova unutrašnjost možda je čak bila tekuća. Da je Tetida bila hladnija i krhkija u trenutku udara, mjesec bi se možda bio raspao, a čak i da je preživio udar, topografija kratera bi zadržala svoj oblik, slično kao krater Herschel na Mimasu.:str. 642.
Središnji kompleks Odiseja (Scheria Montes) ima središnju depresiju nalik jami,:str. 642. duboku 2–4 km. Okružen je masivima uzdignutim 2–3 km iznad dna kratera, što je samo oko 3 km ispod prosječnog radijusa.

## Veza s Ithaca Chasmom
Pretpostavlja se da je golemi rov nazvan Ithaca Chasma, koji otprilike prati veliki krug s polom blizu Odisejevog središta, nastao kao rezultat Odisejevog udara. Međutim, studija temeljena na Cassinijevim slikama visoke rezolucije pokazala je da je to malo vjerojatno - čini se da je broj kratera unutar Odiseja manji nego u Ithaca Chasmi, što ukazuje da je potonji stariji od prvog.:str. 669.

## Vanjske poveznice
- NASA Astronomy Picture of the Day: The Great Basin on Tethys (8 February 2006)
- NASA Astronomy Picture of the Day: The Great Basin on Saturn's Tethys (9 September 2007)
- NASA Astronomy Picture of the Day: Odysseus Crater on Tethys (5 February 2017)